# Ángel Navallas
Ángel María Navallas Echarte, también encontrado su segundo apellido como Etxarte (Sangüesa, 28 de febrero de 1961), es un profesor de Formación Profesional y político español militante de la Agrupación Progresista de Sangüesa primero y de Izquierda Unida de Navarra después que fue alcalde de Sangüesa en dos periodos consecutivos: de 2011 a 2015 y de 2015 a 2019.

## Biografía
Ángel Navallas nació el 28 de febrero de 1961 en la localidad navarra de Sangüesa durante la dictadura franquista en España. Es el tercer hijo del artista hojalatero Nicolás Navallas Martiz. Su hermano mayor, Agustín Navallas Echarte, fue alcalde de Sangüesa entre 1995 y 1999.

### Carrera política
Navallas ha militado en el partido político local de Sangüesa Agrupación Progresista de Sangüesa (APS), misma formación por la que su hermano Agustín fue alcalde de la localidad entre 1995 y 1999.
Para las Elecciones municipales de España de 2011, encabezó la lista de APS. Tras la cita electoral, APS se convertiría en la lista más votada, obteniendo 6 concejales de los 13 en juego. Las otras dos formaciones en conseguir representación en el consistorio fueron la Agrupación Independiente San Sebastián (AISS) con 5 concejales, Bildu y PSN-PSOE que se hicieron cada uno con 1 concejal.
En el pleno de investidura, cada formación votó por sí misma, no eligiendo ningún alcalde en primera votación y siendo investido Ángel Navallas en minoría al ser la lista más votada. El 11 de junio de 2011 relevaría como alcalde a la anterior alcaldesa, Eskisabel Suescun Hualde, de la AISS, que había tenido la vara de 2007 a 2011.
Para las elecciones municipales de 2015 en Navarra, Ángel Navallas repitió como cabeza de lista de la APS para buscar la reelección como alcalde de su localidad natal. Tras los comicios, APS y AISS repitieron número de concejales (6 y 5 respectivamente) mientras que Bildu mejoró su presencia con 1 diputado más, quedando el PSN-PSOE fuera del consistorio sangüesino.
Durante el pleno de investidura, las formaciones volvieron a votar nuevamente por su propio candidato, por lo que Ángel Navallas fue investido nuevamente alcalde en minoría.
Tras dos periodos como alcalde en los que se sanearon las cuentas y se buscó asentar el tejido industrial de la ciudad afectado desde la crisis económica de 2008, Ángel Navallas no repitió como candidato de APS para las elecciones municipales de 2019 en Navarra, dejando el testido a su compañera de partido Lucía Echegoyen, que se presentaria a los comicios en los que Sangüesa eligiría solo 11 concejales en vez de los 13 de las anteriores citas electorales al disminuir su población de los 5000 habitantes (4960 en el momento del cierre censal).
Para las elecciones al Parlamento de Navarra de 2019, se presentó en la candidatura de Izquierda-Ezkerra como miembro de Izquierda Unida de Navarra ocupando el 47.º lugar.
En 2023 acudió en la candidatura de Contigo Navarra-Zurekin Nafarroa para las elecciones al Parlamento de Navarra, nuevamente como miembro de Izquierda Unida de Navarra, ocupando el 44.º lugar.